# Joaquim Bonifácio de Siqueira
Joaquim Bonifácio Gomes de Siqueira (Cidade de Goiás, 11 de janeiro de 1883 – Silvânia, 17 de novembro de 1923) foi um poeta, jornalista e pesquisador brasileiro.

## Biografia
Filho do político João Bonifácio Gomes de Siqueira e de Luíza Maria Rodrigues Morais, foi um dos principais poetas goianos, tendo sido indicado por Gercino Monteiro ao título de Príncipe dos Poetas Goianos. Recebeu, ainda, a alcunha de Casimiro de Abreu Goiano pelo sentimentalismo de sua poesia que tinha, em muitos casos, sua terra natal como musa.
Seu primeiro livro de poemas, de 1902, foi Alvoradas, porém este recebeu duras críticas do escritor Duque-Estrada, só tendo publicado outro livro em 1913, Alguns Versos. Com esta segunda obra, ficou conhecido no estado, especialmente por causa de dois poemas que se tornariam bem populares e virariam músicas: Luares Goianos e Noites Goianas. Sua obra, apesar de ser considerada sobretudo ligada ao Romantismo, possui também "aspectos" do Parnasianismo e "características" do Simbolismo, segundo o crítico Gilberto Mendonça Teles.
Além de sua carreira literária, foi um importante nome no jornalismo de Goiás, tendo fundado os jornais Folha de Goiás em 1902, A Semana em 1910, Nova Era em 1914 e Jornal de Goiás em 1915.
Como pesquisador e historiador, escreveu, mas não concluiu, História de Goiás para o curso primário, além do Dicionário Histórico e Geográfico de Goiás. Chegou a fazer até uma pesquisa genealógica sobre a história da família Siqueira com Através dos Séculos.